# Ягуновский
Ягуно́вский — упразднённый рабочий посёлок находивщийся в подчинении Заводского района города Кемерово Кемеровской области. В 2004 году включен в состав города Кемерово и исключен из учётных данных.

## География
Располагался южнее реки Большая Камышная, на расстоянии около 10 км от центра Кемерова.

## История
Возник при Ишановских каменноугольных копях.
В 1950 году получил статус посёлка городского типа. Работала шахта «Ягуновская».
С 1996 до 2003 годы посёлок был в подчинении собственно ТУ Заводского района г. Кемерово В 2004 году было организовано местное территориальное управление «жилой район Ягуновский, Пионер».
С 2004 года находится в черте города Кемерово.

## Население
| 1959 | 1970  | 1979  | 1989  | 2002  |
| ---- | ----- | ----- | ----- | ----- |
| 7830 | ↗8214 | ↘7950 | ↘7438 | ↗8408 |

## Промышленность
В посёлке находятся ОАО «Кемеровский винзавод», ООО «АстраФлекс».

## Транспорт
В пределах жилого района развита сеть общественного транспорта. Общественный транспорт представлен автобусными маршрутами.
Автобусные маршруты:
- № 8: д/п Комсомольский — пос. Ягуновский
- № 12: пос. Урицкого — ул. 1-я Обская — пос. Ягуновский
- № 39: д/п Центральный — с/о Шахтер
- № 48: Губернский рынок — пос. Ягуновский

## Образование и здравоохранение
В посёлке находятся средняя общеобразовательная школа, музыкальная школа, 2 дошкольных учреждения.
Из медицинских учреждений в посёлке находится МУЗ Городская больница № 13.

## Культура и спорт
Дом Культуры «Досуг» — культурное учреждение, находящееся в Ягуновском районе.
Из спортивных учреждений в Ягуновском районе находится стадион «Юность» и спортивный клуб «Фортуна».